# Bräus

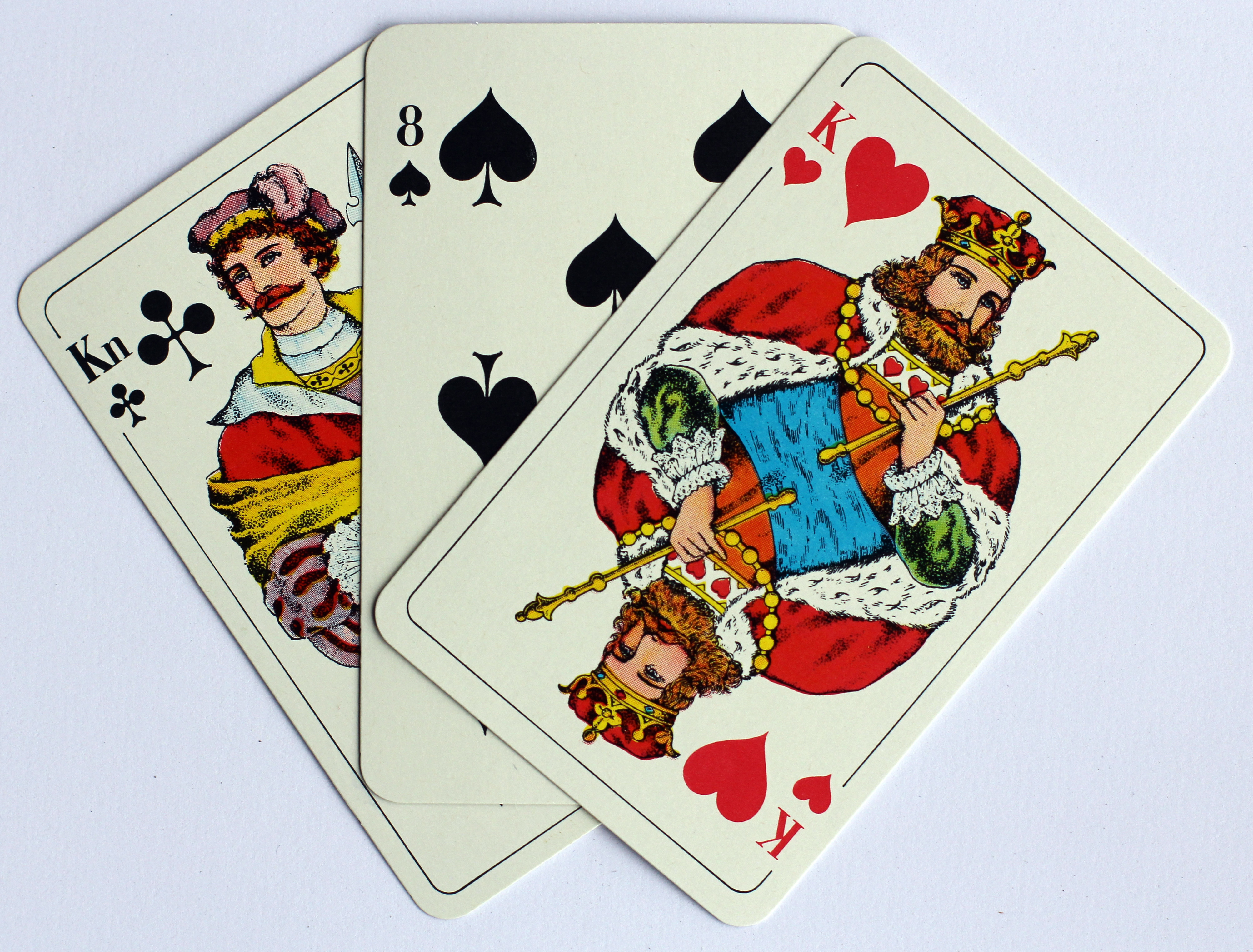
De tre högsta korten i bräus.

Bräus, även kallat brus, är ett gotländskt kortspel som härstammar från det medeltida spelet karniffel. En lek på 36 kort (utan tvåor till femmor) används, och de fyra deltagarna spelar parvis mot varandra. Spelet går ut på att vinna stick.
Kortens inbördes rangordning är mycket egenartad: de tre högsta korten är klöver knekt (kallad spiten), spader åtta (dullen) och hjärter kung (brusen). Därefter följer niorna, essen, de övriga knektarna samt sexorna, inom varje valör rankade i ordningen klöver, spader, hjärter, ruter. För sjuorna gäller särskilda regler. Övriga kort har inget värde alls; skulle ett stick innehålla enbart sådana kort tar ingen hem sticket, utan korten läggs bara åt sidan.
Alla korten delas ut i given; spelarna får alltså nio kort var. Vid spelet om sticken gäller att spelarna alltid måste lägga ett högre kort än det senast utlagda. Kan man inte det, måste man stå över. Om den spelare som ska göra första utspel i ett stick har en eller flera sjuor på handen, får varje sjua räknas som ett vunnet stick och läggs åt sidan. Det par som först spelat hem sex stick vinner given.
På Gotland anordnas varje år ett "världsmästerskap" i bräus.